# Ixodina freyi
Ixodina freyi är en skalbaggsart som beskrevs av Emile Janssens 1953. Ixodina freyi ingår i släktet Ixodina och familjen bladhorningar. Inga underarter finns listade i Catalogue of Life.